# Oud Ferrydok

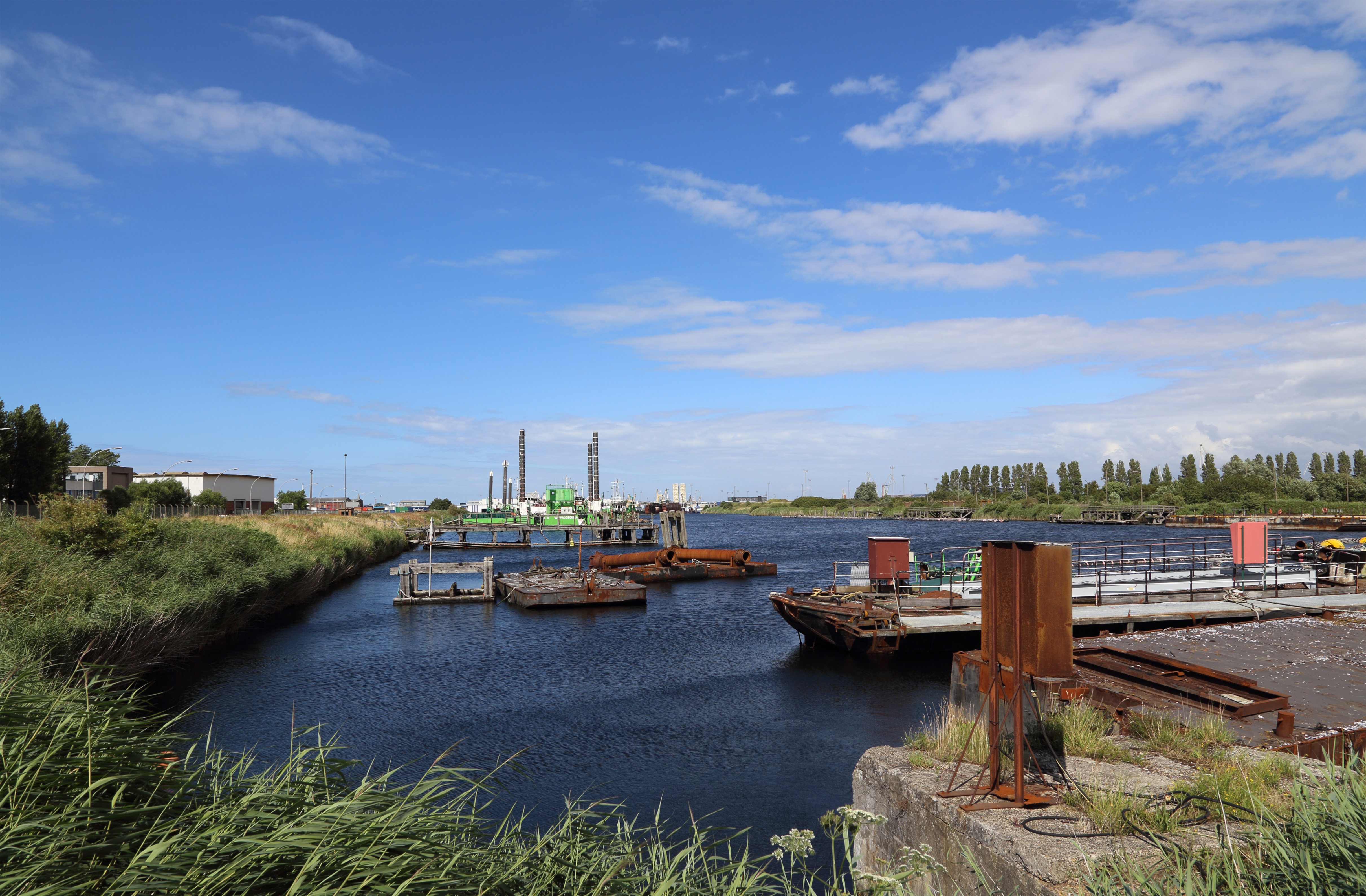
Oud Ferrydok, 2015

Het Oud Ferrydok is een dok in de haven van Zeebrugge.
Het maakt samen met het Prins Filipsdok deel uit van het oudste deel van de achterhaven. Rond dit dok is voornamelijk industrie gevestigd. Omdat de nabijgelegen Visartsluis veel te klein is voor grote schepen, en de Pierre Vandammesluis, die bereikt kan worden via het verbindingsdok, de enige sluis is die dergelijke grote schepen kan versassen tussen voor- en achterhaven, wordt onderzocht waar men een nieuwe zeesluis kan bouwen. In bepaalde scenario's zou dit dok dan samen met het Prins Filipsdok gedempt worden.